# Bupleurum petraeum
Bupleurum petraeum är en flockblommig växtart som beskrevs av Franz Xaver von Wulfen och Nikolaus Joseph von Jacquin. Bupleurum petraeum ingår i släktet harörter, och familjen flockblommiga växter. Inga underarter finns listade i Catalogue of Life.

## Bildgalleri

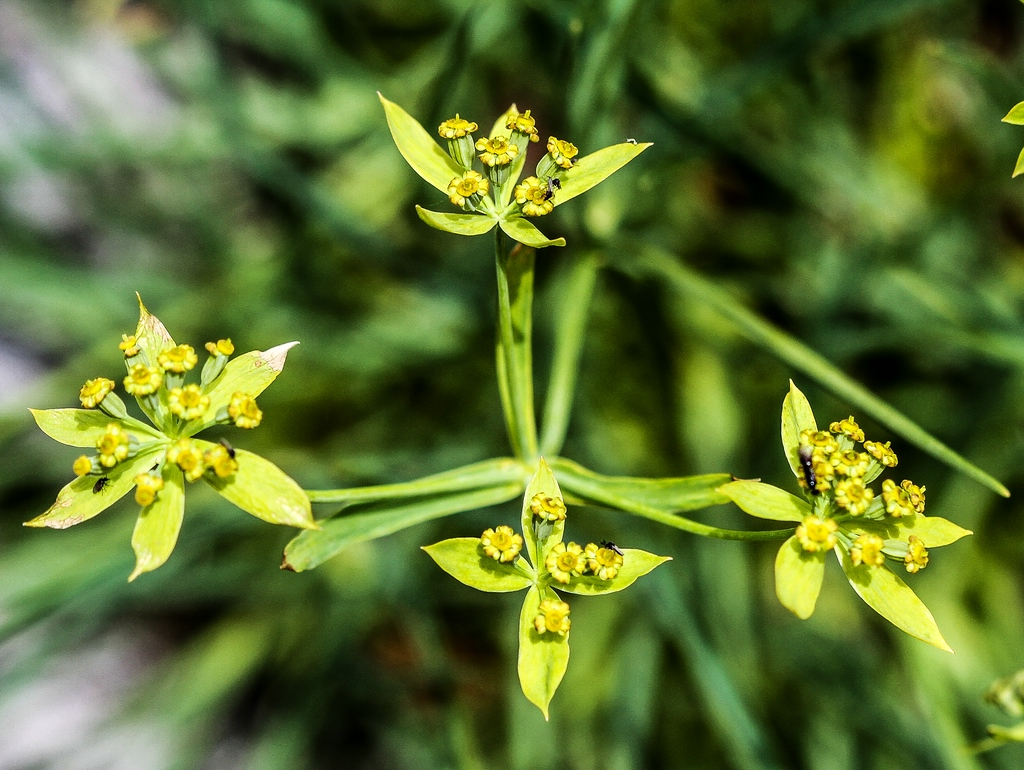
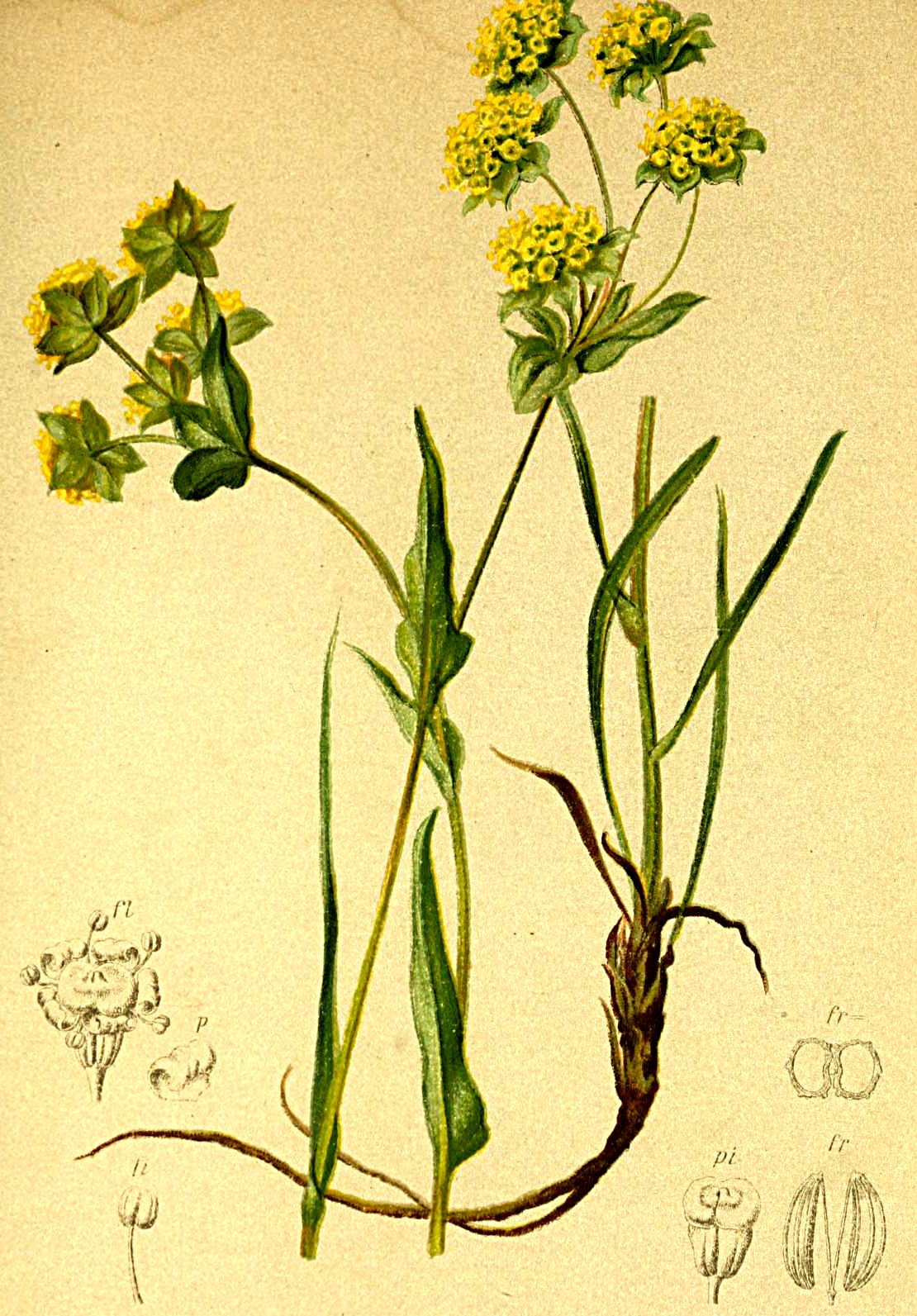